# Szczepanki (Wydminy)
Pour les articles homonymes, voir Szczepanki.
Szczepanki est un village polonais de la voïvodie de Varmie-Mazurie, dans le powiat de Giżycko.